# Diary
A Diary Alicia Keys amerikai énekesnő harmadik kislemeze második, The Diary of Alicia Keys című stúdióalbumáról. A dalt, melyben Tony! Toni! Toné! is közreműködik, 2005-ben Grammy-díjra jelölték legjobb, duó vagy együttes által előadott R&B-dal kategóriában. A Diary Hani által készített remixeknek köszönhetően ez a dal lett Keys első és mindmáig egyetlen listavezető száma a Billboard Hot Dance Club Play slágerlistán 2004 végén. A Billboard Hot 100 listán a 8., a Hot R&B/Hip-Hop Songson a 2. helyet érte el. A dal dupla A oldalas kislemezként is megjelent az If I Ain’t Got You-val.
A dalszövegben szerepel egy telefonszám, 489-4608. Ez az énekesnő régebbi, New York-i telefonszáma, körzetszám nélkül. Akik a megfelelő körzetszámmal (347) felhívták a számot, hallhattak egy előre rögzített üzenetet Aliciától. Sokan azonban nem tárcsázták a körzetszámot; így több hívás egy J. D. Turner nevű statesborói (Georgia) férfinál kötött ki. Turner állítása szerint naponta húsznál is több telefonhívást kapott Keys rajongóitól, de a mai napig nem változtatta meg a számát.

## Számlista
CD kislemez (USA; promó)
1. Diary (Radio Edit) – 4:28
2. Diary (Instrumental) – 4:45
3. Diary (Call Out Hook) – 0:10
4. Diary (Radio Edit) (MP3) – 4:28

12" maxi kislemez (USA; promó)
1. Diary (Hani Extended Club Mix) – 9:00
2. Diary (Hani Mixshow) – 5:11
3. Diary (Hani Dub) – 6:11

12" maxi kislemez (USA; promó)
1. Diary (Radio Edit) – 4:28
2. Diary (Instrumental) – 4:45
3. Diary (Album Version) – 4:45
4. Diary (A cappella) – 4:45

CDR (USA; promó)
1. Alicia Keys: Diary (Hani Short Club) – 5:13
2. Alicia Keys: Diary (Hani Extended Club) – 9:02
3. Alicia Keys: Diary (Hani Dub) – 6:08
4. Monica: U Should’ve Known Better (Bass / Fonseca Mixshow) – 5:43
5. Monica: U Should’ve Known Better (Dio Club Mix) – 7:15
6. Monica: U Should’ve Known Better (Bass / Fonseca Radio) – 3:44
7. Monica: U Should’ve Known Better (Bass / Fonseca Instrumental) – 3:44

## Helyezések
| Slágerlista (2004)                  | Legmagasabb helyezés |
| ----------------------------------- | -------------------- |
| USA Billboard Hot 100               | 8                    |
| USA Billboard Hot R&B/Hip-Hop Songs | 2                    |
| USA Billboard Hot Dance Club Play   | 1                    |
| Slágerlista (2005)                  | Legmagasabb helyezés |
| Holland Top 40                      | 38                   |